# Порховская крепость
По́рховская крепость (Порховский кремль) — крепость в центре города Порхов Псковской области. Расположена на правом берегу реки Шелони. Крепостные строения из тёмного известняка сохранились практически полностью, но некоторые участки находятся в аварийном состоянии.

## История

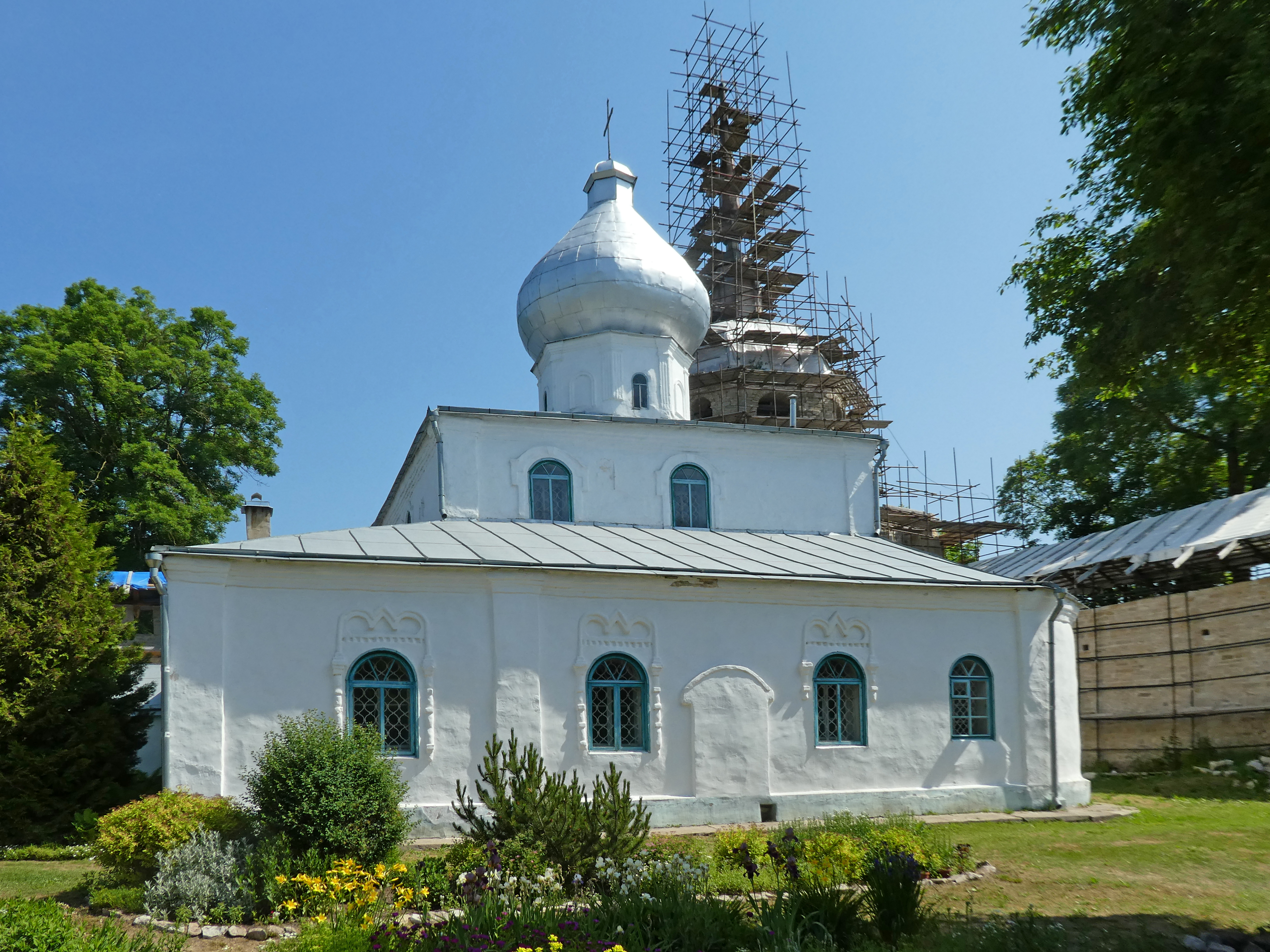
Никольская церковь

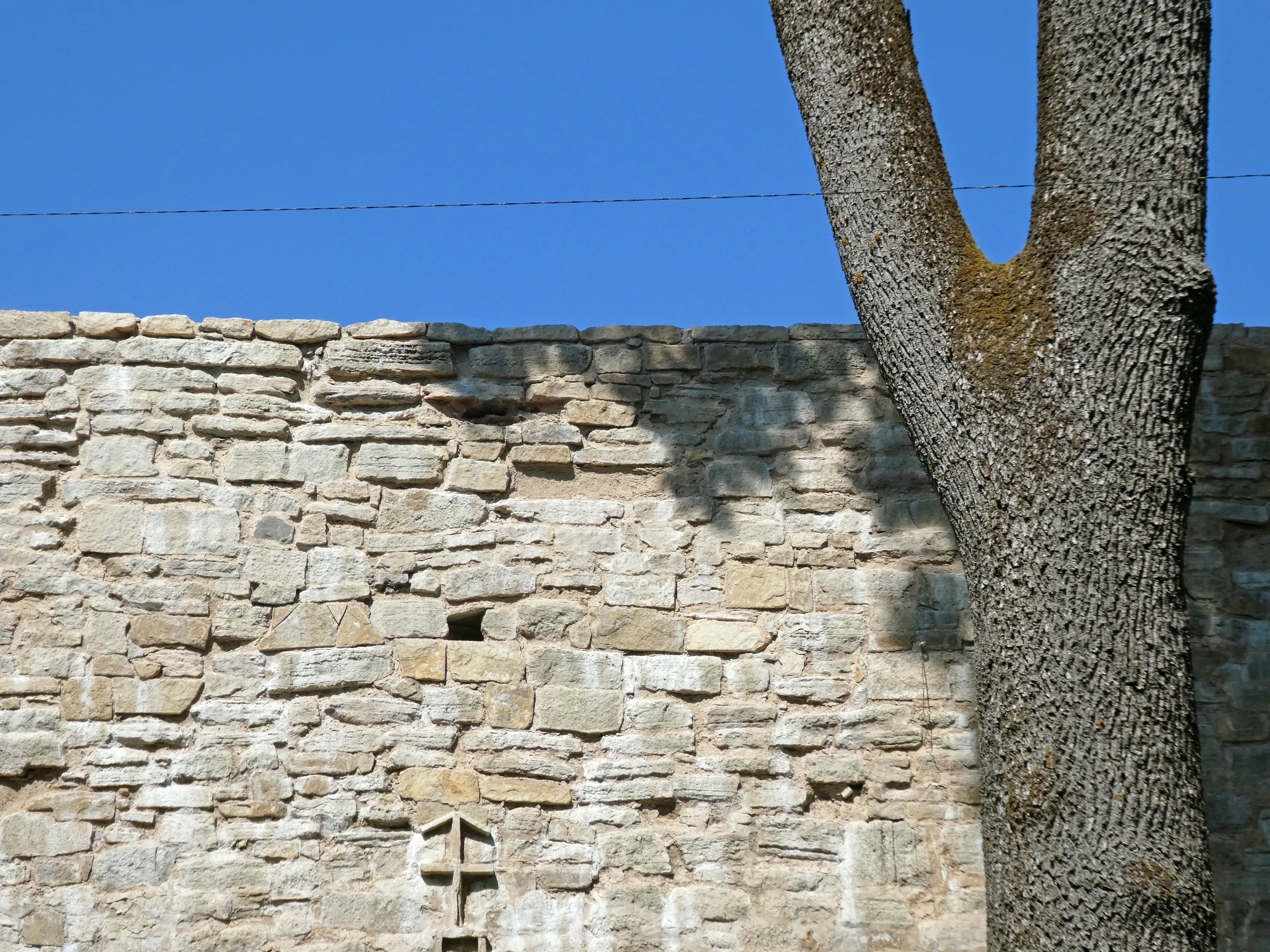
Крест, украшающий стену

Была построена для обороны Новгородской республики от врагов с запада.
Первое упоминание о Порховской крепости в Новгородской летописи относится к 1239 году, когда новгородский князь-наместник Александр Ярославович (будущий Невский) укреплял водный путь по Шелони из Новгорода во Псков строительством небольших деревянных блокпостов («городцов»), одним из которых был Порхов. Первые деревоземляные укрепления («старое городище») были сооружены на возвышенном мысу правого берега Шелони и представляли собой два ряда валов и рвов, причём высота самого высокого из валов в итоге превышала 4 метра с бревенчатой стеной поверху.
В 1346 году великий князь литовский Ольгерд вторгся в новгородские пределы и «взял Лугу и Шелонь на щит» (разорил), а Опоки и Порхов осадил. Свою первую литовскую осаду крепость выдержала, хотя «окуп» (контрибуцию) в 300 рублей всё же пришлось выплатить. Поводом к войне послужило хамство одного новгородского посадника, коего сами новгородцы позднее «избиша» в Луге.
В 1387 году из-за усиления опасности на расстоянии чуть более километра от старой крепости, на правом высоком берегу Шелони из местного плитняка была выстроена новая каменная о четырёх башнях крепость. Толщина её стен составляла 1,4—2 м, высота — около 7 м. 15—17-метровой высоты башни имели от 4 до 6 боевых ярусов с деревянными перекрытиями, выступали за линию крепостных стен и могли эффективно фланкировать прясла. Все строительные работы были выполнены в один сезон.
Строительство вели Иван Фёдорович и Фатьян Есифович, о которых неизвестно, были ли они зодчими или посадниками-руководителями.
Площадь крепости — 1,8 га, периметр стен около 500 метров; такие размеры делали её одним из самых крупных форпостов Новгородского государства.
В 1428 году литовцы под предводительством Витовта вновь осадили крепость, на этот раз осада шла дольше и с применением не натяжных камнемётов, а огнестрельных осадных орудий разных видов и калибров. В осаде участвовал некий мастер Николай, хвалившийся, что его пушка разобьёт и церковь, и крепость; действительно, выстрелом была повреждена одна из башен (по-видимости, Малая) и каменные зубцы на стене (у Никольских ворот), церковь тоже была повреждена (пробита передняя и алтарная стены), но пушка взорвалась, убив мастера, а предположительно перелетевшее через стены ядро убило одного из воевод литовцев и нескольких коней. После обстрела и штурма осаждающих порховцы откупились, уплатив 10 000 рублей.
В 1430 году прошёл послеосадный ремонт крепости, была сделана другая каменная стена (по археологическим данным, старые стены при ремонте увеличивали в толщину новой кладкой вдоль внешней стороны). После этого укрепления крепость стала способной выдержать осадную технику и превратилась в одну из первых крепостей в государстве, предназначенных для использования порохового оружия и самими защитниками, но больше осад в её истории не было (хотя в 1441 году псковичи, союзники Москвы, стояли три дня под Порховом, не пытаясь штурмовать крепость). В конце XV — начале XVI века крепость утратила оборонное значение из-за перемещения границ и в дальнейшем, по разным версиям, либо использовалась как детинец, либо была застроена осадными дворами.
В 1766 году Порховская воеводская канцелярия сообщала, что крепость обветшала, и предлагала её разобрать, чтобы никто не пострадал от падения камней. Смету на слом составить не смогли из-за отсутствия специалистов, и тогда новгородский губернатор Я. Сиверс приказал разломать стену в самых опасных местах, что спасло крепость от полного уничтожения. К концу 1770-х годов была разобрана часть главного входа и отбита часть зубцов.
Один из последних крупных ремонтов крепости прошёл в 1912 году.
До 1971 года (по другим данным, в 1962—1979 годах) в крепости прошли консервационные работы. Первый контракт на реставрацию оказался неудачным (за отведённый срок было выполнено 20 % запланированных работ, были претензии к их качеству). С октября 2020 года над реставрацией работает компания «Таласса», проект был оценен в 142 миллиона рублей. Реставрация должна была начаться с разборов завалов внутри крепости, укрепления существующих стен, восстановления кладки, восстановления деревянных шатров и настилов. Следующий этап планируется завершить в марте 2025 года, на него выделено 49 миллионов рублей.
Одним из первых исследователей крепости считается В. А. Богусевич, далее крепость изучали П. А. Раппопорт и В. В. Косточкин. В изучении помогала как хорошая сохранность сооружения, так и графические материалы.

## Расположение и внешний вид
Внутри крепости находятся: Никольская церковь, сад, Краеведческий музей, Музей истории Порховской почты, Памятный знак в честь открытия музейной почты, памятник-бюст Б. П. Калачёву — руководителю порховского подполья.
Крепость стоит на возвышенности на левом берегу реки. Вследствие изгиба Шелони южная и западная стороны крепости защищены водной преградой, с севера к ней подступает непроходимое летом болото, для защиты с востока ранее у крепости был ров, сейчас полузасыпанный и заросший.
Восточная сторона, самая уязвимая, защищена тремя башнями, защита северной стороны, более уязвимой зимой, также дополнительно укреплена небольшой башней. Со стороны неприступных стен башни не строились. Два входа в крепость были расположены у башен по краям восточной стороны, они выполнены как «захабы» («рукава»). Эти захабы — древнейшие точно датированные сооружения своего рода.
Одной стороной южного рукава была стена крепости, а другой — специальная шедшая параллельно стена, то есть вход мог быть обстрелян защитниками с двух сторон, а также сверху, через отверстия в балочном перекрытии. Южный вход и Псковская башня не сохранились (башня разобрана в 1876 году).

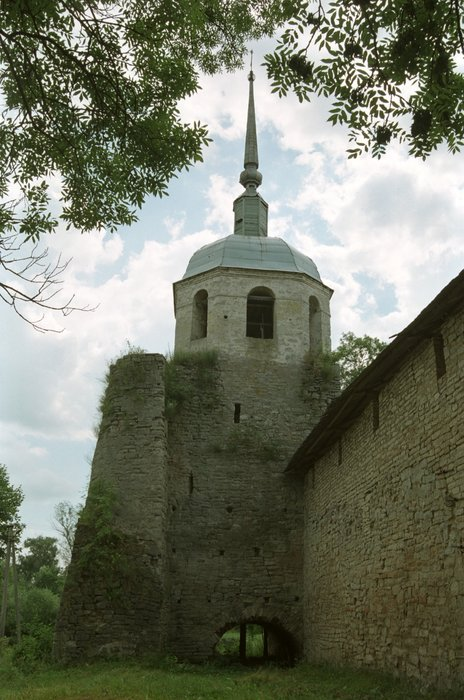
Никольская башня с остатками захаба и новой колокольней

Захаб у Никольской, северо-восточной угловой башни, состоял из полукруглого помещения перед восточным фасадом башни, проезда в башне, перекрытого каменным сводом, и длинного коридора вдоль северной стены. На месте проёма между башней и коридором теперь сделаны ворота, каменная стена коридора и преддверие входа не сохранились. У Никольской башни изначально было четыре яруса — нижний проездной и три боевых; на 1971 год были видны следы деревянных перекрытий. В восточной и западной стенах были бойницы с прямоугольными амбразурами, некоторые из них позднее заложили. Боевых камер в этих амбразурах нет, они представляют собой расширяющуюся внутрь перекрытую сводом щель. В XVIII веке верх Никольской башни был разобран, на него была поставлена новая колокольня. Войти в башню можно было со стен, с юга и с запада на втором ярусе и с нижнего яруса. На колокольне было семь колоколов без надписей, весом в 82 пудов 15 фунтов, 30 пудов 10 фунтов, 18 пудов 34 фунтов, 7 пудов 10 фунтов, 7 пудов, 3 пуда 35 фунтов и 8 фунтов.
Следы, позволяющие отличить кладку 1387 года от кладки 1430 года, можно обнаружить в бойницах башни — виден шов. В новой кладке был сделан герс над входом.

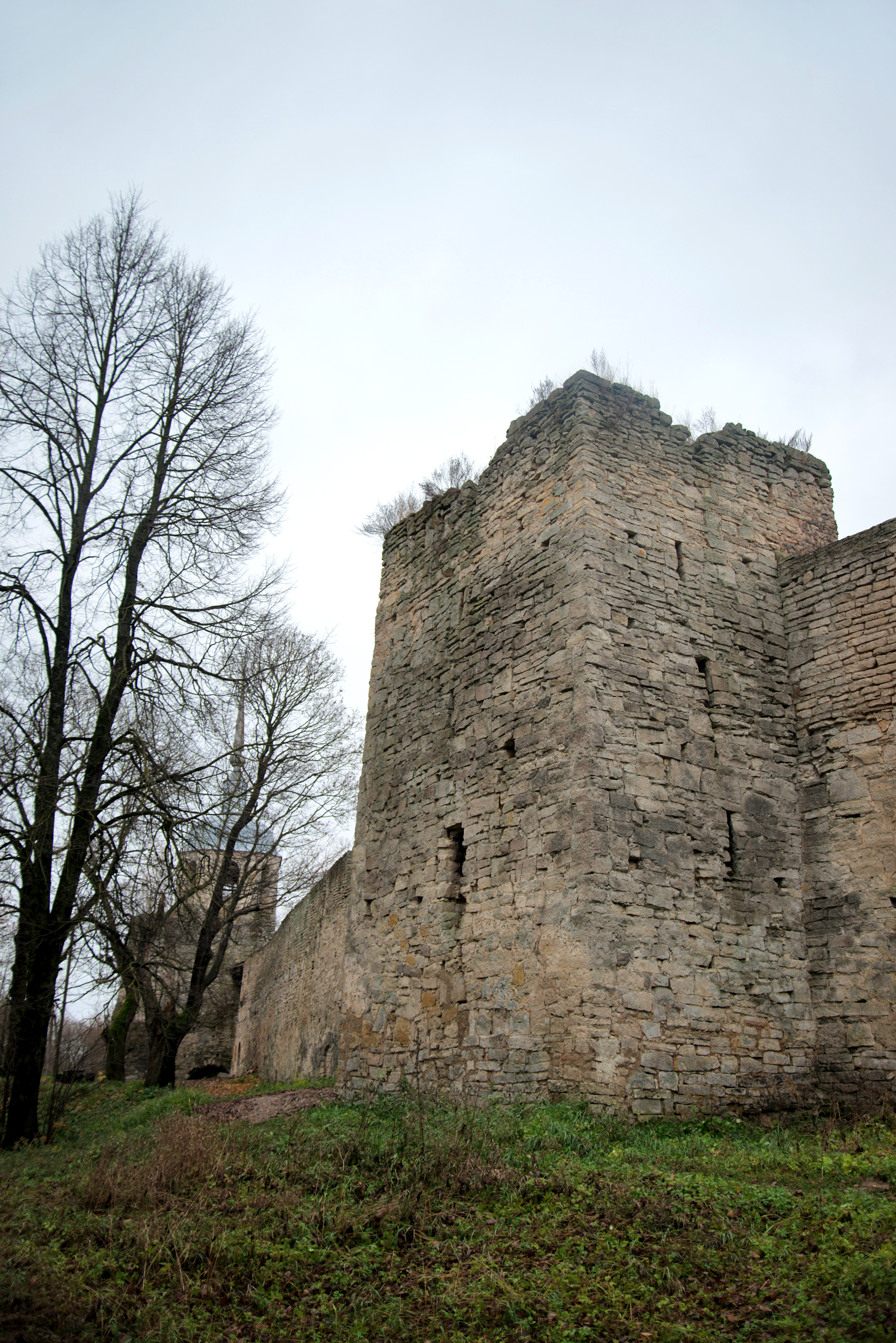
Малая башня

Малая башня сохранилась в изначальном виде, так как не была надстроена в 1430 году. Ширина её главного фасада — 7 метров, толщина стен — 1,4 метра. Она прямоугольная в плане, выступает из плоскости стены. Входов в башню со стен нет, предположительно в неё можно было войти, воспользовавшись приставной лестницей. У Малой башни четыре боевых яруса по три узких щелевидных бойницы в каждом. Башня — самое древнее каменное сооружение Новгородской земли, единственный сохранившийся пример доогнестрельного крепостного сооружения. Вместе с ней хорошо сохранился участок стены на юг с остатками боевых зубцов, отсутствующих на других участках. К отличиям от более поздних крепостных укреплений, помимо бескамерных бойниц, относится отсутствие подошвенных бойниц, отсутствие деления на верхнюю и нижнюю части горизонтальной тягой-валиком, прямая стена (не наклонная, не более тонкая кверху). На лицевом фасаде стены видны следы использовавшейся при строительстве технологии: во время строительства леса крепились на «пальцы», брёвна, располагавшиеся на равном расстоянии, после окончания строительства их обрезали, оставив в стене концы, от которых до сих пор остались квадратные углубления. Стена ниже, чем надстроенные участки остальной крепости, она плавно следует очертаниям береговой возвышенности.
У западной стены утолщение, сделанное в 1430 году, начинается от входной лестницы; до неё толщина стены — 1,8 м, за лестницей — 4,45 м.

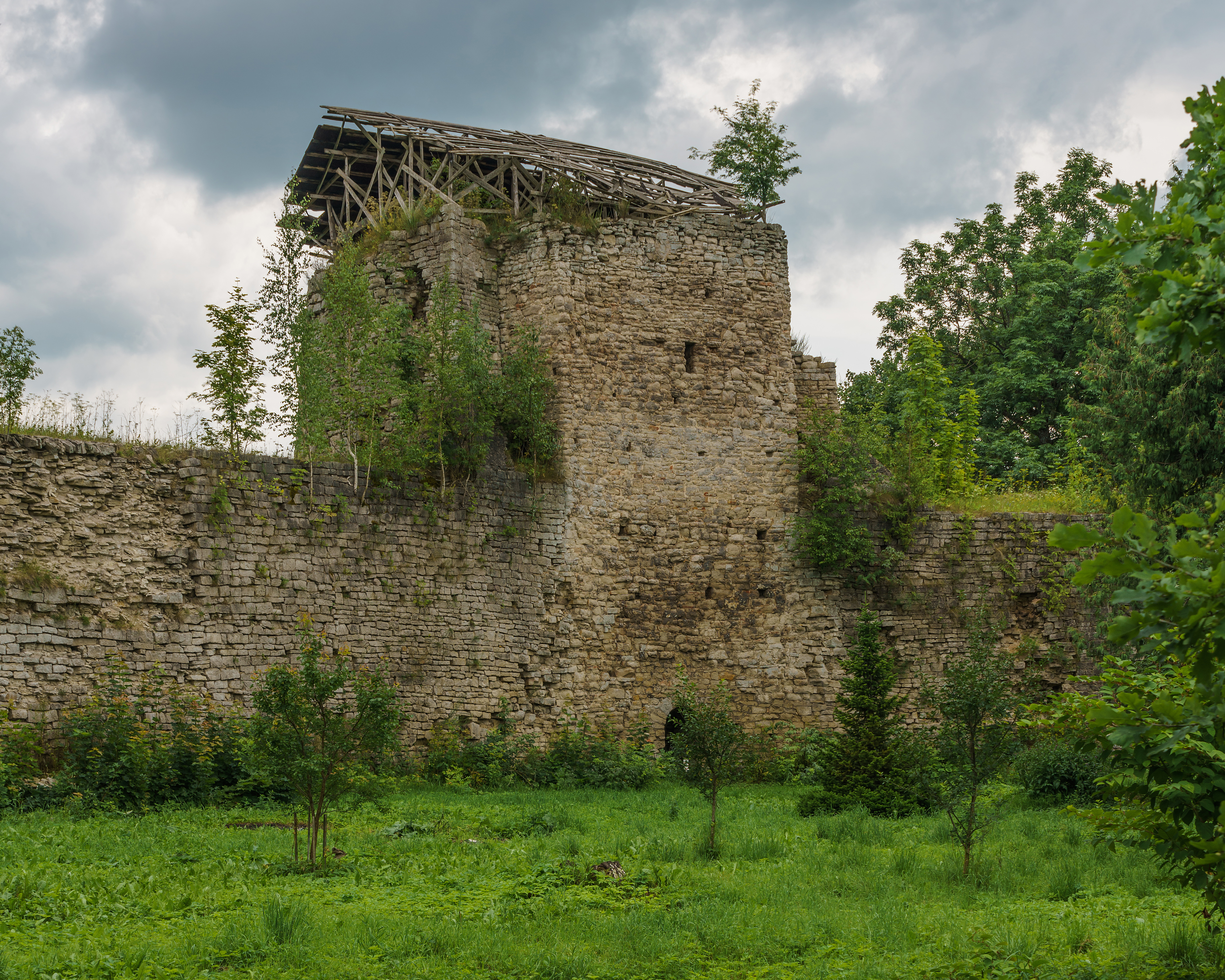
Средняя башня; видны бойницы в шахматном порядке

У Средней башни, самой большой башни крепости, подковообразная форма, вогнута западная стена. Стены сложены из крупных блоков серого плитняка, у них сильный уклон кверху, амбразуры той же формы, что и в Малой башне, но крупнее. Войти в башню можно было со стены или из нижней части. Изначально в ней было три боевых яруса с перекрытием деревянными балками с отверстиями для подъёмников и лестниц. Во втором ярусе пять бойниц, в остальных по четыре, они расположены в шахматном порядке. Во всех башнях бойницы расположены высоко, в Средней — в 4 метрах над землёй. Изначально стены имели 1,4 м в толщину, после прикладки — 4 метра.
Башни («костры») изначально завершались высокими деревянными шатрами; их сняли в 1701 году.
На стенах и башнях при строительстве были выложены плитняковыми камнями кресты, как в декоративных целях, так и в качестве символов веры защитников крепости.
В 1412 году в крепости построили церковь. Она была перестроена в 1497 году после случившегося в крепости пожара, в 1766 году ветхое пятиглавое здание было сломано и в 1770 году на старом фундаменте построен за 7000 рублей новый крестово-купольный четырёхстолпный одноапсидный храм из известняковых плит, окна которого украшены наличниками с колонками по бокам. Руководил строительством полковник Воронов. До 1782 года (до постройки Троицкого собора) церковь называлась Соборной, после разрушения собора и до 1990 года церковь была кафедральным храмом. К постройке была написана икона святого Николая, которая хранится в Псковском музее-заповеднике. В 1961—1968 годах в церкви была реставрация, несколько десятилетий после неё здание было занято краеведческим музеем.